# Interliga (bejzbol) 2012.
Interliga u bejzbolu 2012. godine.
Sudionici su bili bugarski klub Buffaloes, hrvatski klubovi Nada SSM iz Splita, bejbolaški klub Zagreb, Vindija iz Varaždina, Olimpija iz Karlovca te Beograd '96 iz Srbije.
Prvenstvo se igralo po dvostrukom ligaškom sustavu.

## Rezultati
- 2. lipnja

Buffaloes - Nada SSM 3:1

Olimpija - Beograd '96 10:2

Vindija - Zagreb 4:20
- 3. lipnja

Buffaloes - Nada SSM 0:4

Olimpija - Beograd '96 7:5

Vindija - Zagreb 3:9

## Ligaško natjecanje - konačni poredak
```
Pl. Klub       Ut   Pb Pz  Količ.
1. Buffaloes  10    7  3
2. 
Nada SSM
    10    7  3  
3. 
Olimpija
     10    6  4  
4. Beograd     10    6  4  
5. 
Zagreb
      10    4  6 
6. 
Vindija
     10    0 10  
```